# لوسي بنجامين
لوسي بنجامين (بالإنجليزية: Lucy Benjamin)‏ هي ممثلة إنجليزية. ولدت يوم 25 يونيو 1970 في ردينغ في المملكة المتحدة. 

## روابط خارجية
- لوسي بنجامين على موقع IMDb (الإنجليزية)
- لوسي بنجامين على موقع قاعدة بيانات الفيلم (الإنجليزية)